# Liste der Monuments historiques in Vieillevigne (Haute-Garonne)
Die Liste der Monuments historiques in Vieillevigne (Haute-Garonne) führt die Monuments historiques in der französischen Gemeinde Vieillevigne auf.

## Liste der Bauwerke
| Bezeichnung | Beschreibung                  | Standort | Kennzeichnung | Schutzstatus | Datum | Bild |
| ----------- | ----------------------------- | -------- | ------------- | ------------ | ----- | ---- |
| Schloss     | Erbaut ab dem 16. Jahrhundert | (Lage)   | PA31000053    | Inscrit      | 2001  |      |

## Liste der Objekte
- Monuments historiques (Objekte) in Vieillevigne (Haute-Garonne) in der Base Palissy des französischen Kultusministeriums